# ازجیسواف کاپکا
ازجیسواف کاپکا (لهستانی: Zdzisław Kapka؛ زادهٔ ۷ دسامبر ۱۹۵۴) بازیکن فوتبال سابق، اهل لهستان است.
از باشگاه‌هایی که در آن بازی کرده‌است می‌توان به باشگاه فوتبال ویسوا کراکوف اشاره کرد.
وی به‌همراه تیم ملی فوتبال لهستان به مقام سوم جام جهانی فوتبال ۱۹۷۴ دست پیدا کرده‌است